# Casa forta de Mollerussa
La Casa forta era un casalot quadrat dels més antics de Mollerussa, situat al bell mig de l'antic camí reial al seu pas per la població.

## Història
Tot i que en alguns moments de la seva història hagués pogut estar la casa del senyor del terme, d'aquí l'apel·latiu de 'forta', la seva situació; a peu del camí reial i fora de la vila closa, i la seva centralitat a la plana d'Urgell -exactament la meitat del recorregut entre Lleida a 23 km, i Tàrrega a 22 km.-, donant accés a altres poblacions dels voltants com Linyola, Miralcamp o Torregrossa; i el fet que durant segles hi hagi constància de la seva adscripció a usos públics, fan pensar que Mollerussa es troba en l'enclavament d'un "cauponae" o d'un "mansio" (hostal o parador) establert a la calçada romana entre CesarAugusta i Barcino i origen del primitiu assentament poblacional.
Segons els historiadors locals, es creu que ja d'ençà el segle xiii, a Mollerussa, hi havia un hostal. Cap al segle xvii, i pot ser molt abans, l'hostal era una concessió municipal que el poble arrendava al millor postor. Al 1720, a Mollerussa hi havia la casa del comú que servia a la vegada de lloc de reunió de les autoritats municipals i d'hostal.
L'hostal, elevat cap al 1733 a la categoria de casa de postes (punt de canvi de les cavalleries de les diligències), va passar en algun moment posterior a la Casa Forta, que devia ser comprada pel poble amb aquesta finalitat.
Per un document del temps de la guerra del Francès (1808-1814) sabem que l'hostal feia a la vegada de botiga i que l'hostaler estava obligat a estar proveït dels productes de consum més corrent. El 1860 convivien a la Casa Forta l'hostal amb la posta, les escoles de nens i nenes i el telègraf òptic, situat a la teulada. De l'hostal s'han conservat dos noms, “hostal de la Trilla” i “hostal de Santiago”.
La Casa Forta va ser desamortitzada, passant a mans privades, l'octubre de 1861 per valor de 30.000 rals. El 16 de març de 1872 Valentí Labany ven l'edifici a Federico Vallet Piqué de Servià (Barcelona), per 3.000 pessetes, i 4 anys després, el 9 març de 1876, el ven a la companyia "Canal de Urgel, SA" representada per l'enginyer Domingo Cardenal Gandasegui, per 6.250 pessetes, i on hi situaren les oficines d'explotació de la societat concessionària del canal abans de traslladar-les a la seva ubicació definitiva a l'anomenada Casa Canal.
Finalment, l'aleshores cap d'explotació de Canal dUrgell, Josep Martí Eroles, ven la Casa forta i l'hort annex, a l'ajuntament de Mollerussa per un import de 30.000 pessetes, el 4 de maig de 1911. Edifici que fins al 1951 fou seu de la corporació municipal.
El 25 de setembre de 1954 s'inicia l'enderrocament de l'edifici per donar sortida a l'escalinata de la nova església parroquial i adreçar el traçat de la carretera N-II -via que durant tants anys circulà bel bell mig de la població-, tot donant la geometria definitiva a la Plaça de l'Ajuntament.

## Descripció
L'edifici, tal com es coneixia al s.XX, era una casa feta de tàpia, amb les obertures i cantonades rematades amb pedra, d'uns 15 per 20 metres de planta, perfectament orientada i amb teulada a dues vessants. L'aspecte general era d'un edifici rústic, robust, i on predominava el caire pràctic carent de decoracions, llevat d'una llinda on hi havia la imatge eqüestre de Sant Jaume.
La seva situació, al mig de la calçada, interrompia el pas de la via, obligant a transeunts i vehicles a entrar obligatòriament a la plaça de l'ajuntament i efectuar un parell de girs per sortejar-la. Les façanes principals estaven situades una mirant a l'est, per rebre els viatgers procedents de Tàrrega, i l'altra l'oest, per fer-ho amb els procedents de Lleida, disposant ambdúes de sengles portalades que permetien l'entrada dels carruatges pels baixos de l'edifici.
Disposava de dues plantes, el primer pis, de caràcter senyorial i on hi havia la part noble de l'edifici, tenia una balconada d'obra en tot l'ample de la façana oest (mirant a Lleida) amb tres accessos perfectament alineats i que corresponien a tres altres balcons, mes modestos, de la façana est. El segon pis estava obert amb el mateix nombre d'orificis, col·locats simètricament amb els de les plantes inferiors, donant-li un aspecte de masia o caseriu.
A la part superior de la façana oest hi havia instal·lat un rellotge mecànic, i coronava l'edifici una espadanya amb tres campanes que conformaven el seu carilló. A l'altra banda de la teulada hi havia una plataforma amb estructura metàl·lica, corresponent al telègraf óptic, encimbellada per un parallamps.